# Język tajwański

Publikacje w języku tajwańskim (w różnych systemach pisma)

Język tajwański (chiń. 臺灣語, POJ: tâi-oân-oē) – tajwańska odmiana języka minnan (dialekt hokkien), używana jako język ojczysty przez około 70% mieszkańców wyspy, głównie przez członków największej chińskiej grupy etnicznej, zwanej Hoklo lub Hō-ló. Języki min, w przeciwieństwie do innych języków chińskich, nie wywodzą się bezpośrednio z języka średniochińskiego, co może tłumaczyć fakt, że odmiana ta jest niemal zupełnie niezrozumiała dla użytkowników innych dialektów chińskich. Język tajwański jest za to niemal identyczny z dialektem Xiamen w Chinach.

## System fonologiczny

### Spółgłoski
|                    |             | dwuwargowe | przedniojęzykowe | tylnojęzykowe | krtaniowe |
| ------------------ | ----------- | ---------- | ---------------- | ------------- | --------- |
| nosowe             | nosowe      | m /m/      | n /n/            | ng /ŋ/        |           |
| zwarte             | dźwięczne   | b /b/      |                  | g /ɡ/         |           |
| zwarte             | plain       | p /p/      | t /t/            | k /k/         | h /ʔ/     |
| zwarte             | przydechowe | ph /pʰ/    | th /tʰ/          | kh /kʰ/       |           |
| zwarto-szczelinowe | dźwięczne   |            | j /dz/           |               |           |
| zwarto-szczelinowe | plain       |            | ch /ts/          |               |           |
| zwarto-szczelinowe | przydechowe |            | chh /tsʰ/        |               |           |
| szczelinowe        | szczelinowe |            | s /s/            |               | h /h,ç/   |
| boczne             | boczne      |            | l /l/            |               |           |

W przeciwieństwie do innych odmian języka chińskiego, w tajwańskim nie występują fonemy wargowo-zębowe.

### Samogłoski
Tajwański posiada następujące samogłoski:
| IPA       | a | e | i | o/ɤ | ɔ | u | m | ŋ  |
| Pe̍h-ōe-jī | a | e | i | o   | o͘ | u | m | ng |

### Tony
Według tradycyjnych kryteriów, tajwański posiada osiem tonów:
| Numer tonu | Nazwa                  | Zapis w POJ | Kontur w Tajpej  | Opis              | Kontur w Tainan | Opis              |
| ---------- | ---------------------- | ----------- | ---------------- | ----------------- | --------------- | ----------------- |
| 1          | yin równy (陰平)       | a           | ˥ (55)           | wysoki            | ˦ (44)          | wysoki            |
| 2 (6)      | rosnący (上聲)         | á           | ˥˩ (51)          | opadający         | ˥˧ (53)         | wysoki opadający  |
| 3          | yin wychodzący (陰去)  | à           | ˧˩ to ˨˩ (31~21) | niski opadający   | ˩ (11)          | niski             |
| 4          | yin wchodzący (陰入)   | ah          | ˧˨ʔ (32)         | średni zatrzymany | ˨˩ʔ (21)        | niski zatrzymany  |
| 5          | yang równy (陽平)      | â           | ˩˦ to ˨˦ (14~24) | rosnący           | ˨˦ (25)         | rosnący           |
| 7          | yang wychodzący (陽去) | ā           | ˧ (33)           | średni            | ˨ (22)          | średni            |
| 8          | yang wchodzący (陽入)  | a̍h          | ˦ʔ (4)           | wysoki zatrzymany | ˥ʔ (5)          | wysoki zatrzymany |